# Het Leven. Geïllustreerd

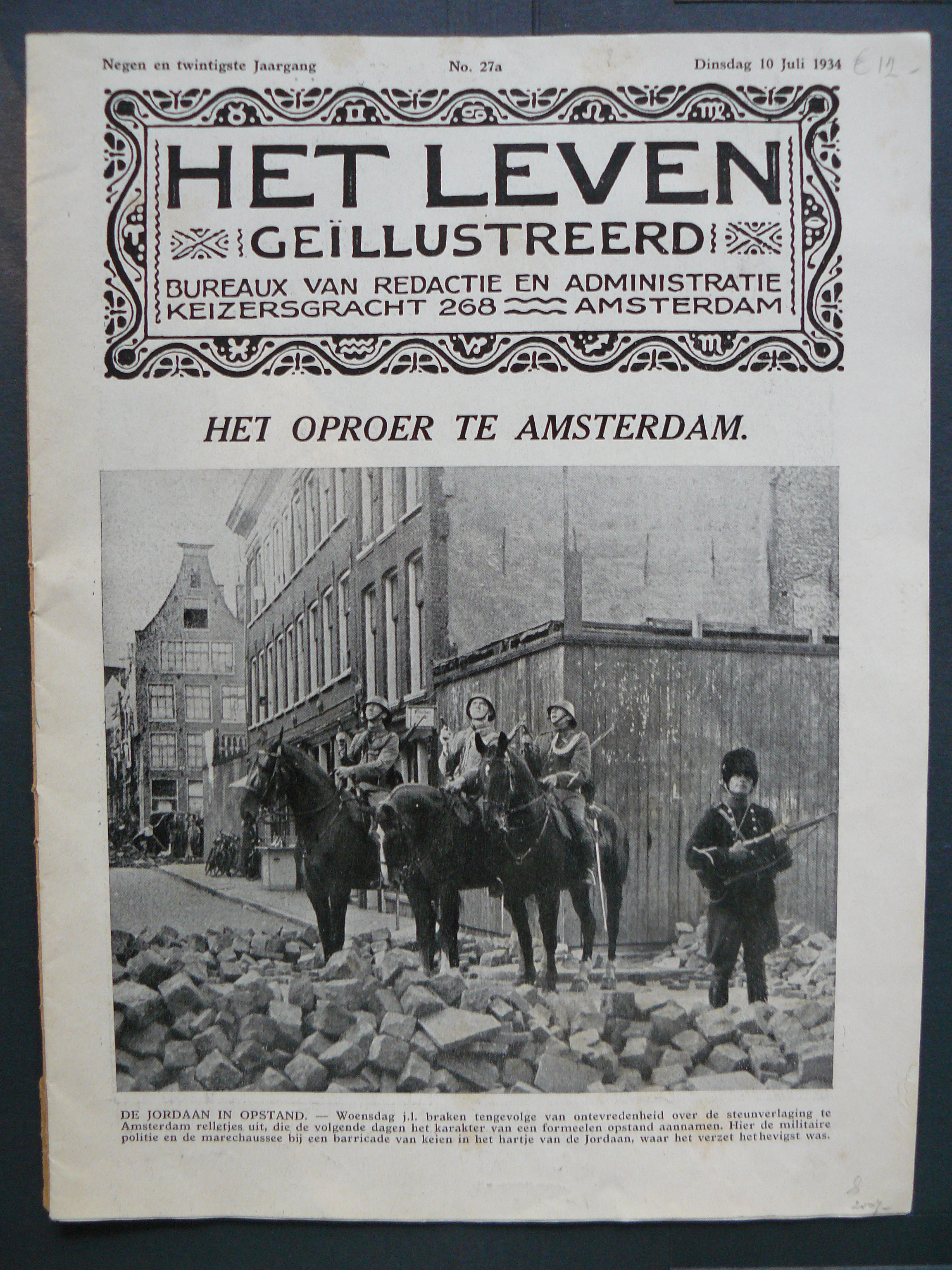
Voorkant van de extra editie van Het Leven van 10 juli 1934 (Jordaanoproer)

Het Leven. Geïllustreerd was een Nederlands weekblad dat verscheen tussen 1906 en 1941. Het blad had een sensationele inhoud, met veel ruimte voor gruwelijke moordzaken, schokkende zedenschandalen en pikante fotoseries van vrouwen in lange badjurken. Om die reden werd het vaak heimelijk gelezen. 

## Inhoud
Het Leven. Geïllustreerd viel vooral op door de ongekend gedurfde nieuwsgaring. Verslaggevers en fotografen maakten reportages in Amsterdamse armoedewijken, achter de coulissen van de toneelwereld, in de loopgraven van de Eerste Wereldoorlog en aan boord van de eerste zeppelins. Het taalgebruik was opvallend losjes en de actuele foto’s bezorgden het grote publiek een gevoel van opwinding omdat de dagbladen deze in die tijd nog niet afdrukten. De fotojournalistiek stond nog in de kinderschoenen en Het Leven (evenals andere bekende, geïllustreerde tijdschriften als de Katholieke Illustratie, Eigen Haard, Prins, De Spiegel en Panorama) behaalden met hun fotoreportages hoge oplagen. Overigens had Het Leven met haar veel bravere concurrenten ten minste één ding gemeen: de kritiekloze, met veel foto's gelardeerde reportages over het Nederlands koningshuis.    

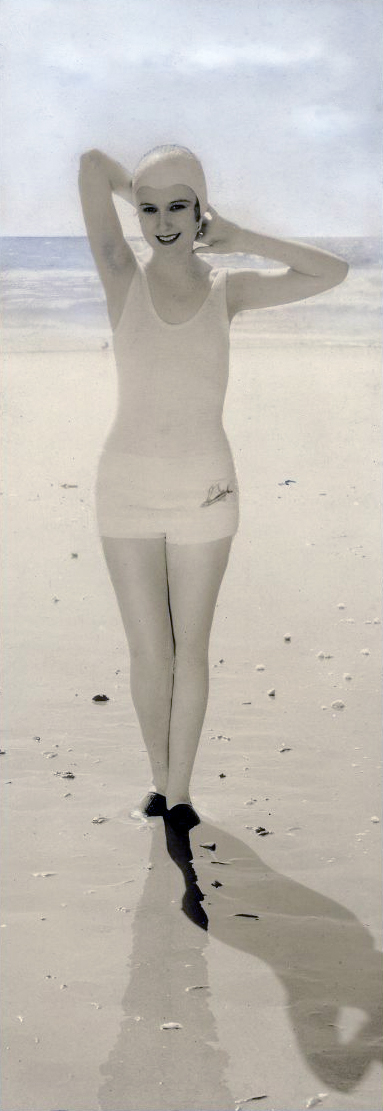
Voorbeeld van de glamourfotografie in Het Leven in de jaren dertig
(Dorothy Jordan op het strand, 1932)

## Werkwijze en primeurs
Veel reportages in Het Leven kwamen tot stand doordat de medewerkers undercover gingen (vermomd als bijvoorbeeld draaiorgelman of zwerver) en geen sluipweg meden om aan nieuws te komen. Deze voor die tijd zeer vrijgevochten, antiautoritaire werkwijze leverde het blad talrijke primeurs op, waaronder de wereldberoemde foto uit 1919 van de in ballingschap levende Wilhelm II. Een medewerker van Het Leven was op een hoog opgetaste hooiwagen gekropen en slaagde er zo in om de Duitse oud-keizer – over de muur van zijn streng bewaakte verblijf in Kasteel Amerongen – te fotograferen. 
In 1917 ontspoorde de koninklijke trein met daarin koningin Wilhelmina bij Houten. Een fotograaf van Het Leven maakte anderhalve minuut na de ontsporing, toen de stofwolken waren opgetrokken, een foto.
In 1936 had Het Leven de exclusieve primeur van de allereerste fotoreportage, gemaakt in de Tweede Kamer. Tot die tijd was alleen de schrijvende pers daar welkom. Vanaf 1937 was het parlement ook voor andere fotografen toegankelijk.

## Satirisch commentaar
Het populairste onderdeel van Het Leven was een stripje van telkens zes plaatjes waarin een satirisch commentaar werd geleverd op de actualiteit. De eerste aflevering verscheen in september 1911 en behandelde de arrestatie van oud-premier Abraham Kuyper die in Brussel was opgepakt "wegens het zich vertonen in verregaande staat van ontkleding voor een van de publieke weg af zichtbaar venster". Het succes was zo groot dat de oplage van Het Leven volledig werd uitverkocht en moest worden herdrukt. In 1940 verscheen de laatste aflevering van dit getekende commentaar, evenals alle voorgaande gemaakt door L.J. Jordaan. 

## Laatste nummer
In 1940 werden de Joodse medewerkers (onder wie de maker van het wekelijkse, satirische stripje) ontslagen om aan een publicatieverbod van de Duitse bezetters te ontkomen. Toch kreeg Het Leven in 1941 alsnog een verschijningsverbod opgelegd. Na de oorlog is het niet meer verschenen. Leonard de Vries maakte in de jaren zeventig twee bloemlezingen met reportages uit het blad.  